# Sunnyvale (Nouvelle-Zélande)
Pour les articles homonymes, voir Sunnyvale.
La ville de Sunnyvale est une banlieue de la cité d’Auckland, située dans l'île du Nord de la Nouvelle-Zélande.

## Gouvernance
Sunnyvale est sous la gouvernance Conseil d'Auckland.

## Municipalités limitrophes
C’est le siège de la gare de Sunnyvale (en)

## Population
Selon le recensement de 2001, Sunnyvale avait une population de 3 579 habitants.

## Éducation
Les écoles locales publiques primaires et secondaires comprennent à proximité: 
- l’école de Sunnyvale Primary School,
- l’école de Holy Cross,
- l’école supérieure de Massey (en),
- l’école Henderson High School (en),
- le collège Liston (en), et
- le collège St Dominique (en).

## Activité économique
Sunnyval était utilisé comme verger et dans ce secteur d’Auckland,la vigne y poussait aussi, avec les vins de West Brook (en), que l’on trouve ici.